# Захария Шумлянска
Захария Василева Кръстева, по мъж Шумлянска, е българска общественичка и просветна деятелка от късното българско възраждане в Македония.

## Биография
Родена е на 15 май 1864 година в битолското българско село Могила, тогава в Османската империя. Завършва начално училище и прогимназия в Битоля и със стипендия отива да учи в Пловдивската гимназия, която завършва в 1895 година.
Учителства 7 години в южномакедонския град Воден (днес Едеса), а следващите седем години в Скопие, Одрин и в българската девическа гимназия в Солун. Жени се за поляка Юлиан Шумлянски и заедно с него и други видни български дейци в Битоля, основава в 1905 година дружество „Утеха“ в Битоля, което, подпомагано по-ксъно от Македонското женско дружество, основава сиропиталище „Надежда“, което приютява около 120 деца, останали кръгли сираци след разгрома на Илинденско-Преображенското въстание в 1903 година и ученическа трапезария.
В 1910 година е избрана за председателка на солунското българското благотворително женско дружество „Вяра, Надежда и Любов“. Определя целите му като „национални, благотворители и просветителни“ и специално подчертава грижата, която то полага за затворниците.
По-късно е интернирана със съпруга си в Солун поради съмнения, че подпомага ВМОРО.
По време на Междусъюзническата война е сред главните организтатори заедно със съпруга си за създаването на българската болница „Червен кръст“ за ранените български войници в Солун, като за целта е иззета турската болница „Хамидие“ (днес Солунска многопрофилна болница „Свети Димитър“).
След загубата на Междусъюзническата война от България Захария Шумлянска е заточена със съпруга си от гръцките власти в 1915 година. След освобождението им Шумлянски се установяват в София и в 1919 година основават сиропиталище „Битоля“ за бежанци от Македония.
Шумлянска умира на 18 ноември 1937 година. Погребана е в Централните софийски гробища.